# توم كلانسيز ذا ديفيجن

خارطة اللعبة لمواجهة العدو

توم كلانسيز ذا ديفيجن (بالإنجليزية: Tom Clancy's The Division)‏ هي لعبة فيديو جماعية كثيفة اللاعبين من نوع تصويب منظور الشخص الثالث، صدرت في الأسواق بتاريخ 8 مارس 2016, ومتوفرة على أجهزة مايكروسوفت ويندوز وبلاي ستيشن 4 وإكس بوكس ون. اللعبة من تطوير يوبي سوفت ماسيف ويوبي سوفت ريفلكشنز ومن نشر يوبي سوفت.
وسوف تحتوي على اللغة العربية.
تم الكشف عنها خلال معرض الترفيه الإلكتروني 2013 خلال مؤتمر يوبي سوفت والذي تضمن تجربة للعبة.

## موجز
يتفشى مرض بشكل كبير يؤدي إلى انهيار الولايات المتحدة في خمسة أيام. يكون اللاعب جزء من مجموعة تهدف إلى مكافحة التهديد الناجم عن تفشي المرض وتعطى سلطة مباشرة من رئيس الولايات المتحدة للقيام بكل ما يلزم لإنقاذ ما تبقى.

## القصة
في يوم الجمعة الأسود ينتشر وباء الجدري في عدة مدن في أنحاء الولايات المتحدة مما تسبب في انهيار حكومة الولايات المتحدة في خمسة أيام؛
مما جعل السلطات الخدمية تفشل بتوفير الغذاء أو الماء للسكان.الشخصية التي يتم اللعب فيها هي جزء من شعبة الاستراتيجية الداخلي (SHD)، أو "The Division" التي تم تأسيسها لمكافحة التهديدات التي تهدد بقاء المجتمع ويدر هذه المجموعة رئيس الولايات المتحدة.
سوف يواجه اللاعب العديد من العصابات ومثيرو الشغب والرايكرز (سجناء جزيرة رايكرز آيلاند) وسوف تقوم كل من شرطة مدينة نيويورك والحرس الوطني(فرقة العمل المشتركة) بمساعدة اللاعب طوال القصة.

## المنطقة السوداء Dark Zone
المنطقة المظلمة هي الجزء الأحمر من خريطة اللعبة والتي ستعيش فيها الجانب التنافسي من اللعبة. يإمكانك بناء فريق حتى أربع لاعبين أو دخول هذه المنطقة لوحدك، ستجمع المنطقة المظلمة خليط من اللاعبين والشخصيات التي يتحكم بها الكمبيوتر، كل لاعب يعمل على تجميع غنائم ومن ثم استدعاء طائرة لإستخراج هذه الغنائم وحفظها.

في هذا النوع من اللعب لا يمكنك أن تأمن أي لاعب يمر بجانبك فاللعبة لا تفرض عليك التعاون مع من حولك أو قتلهم، وحدهم اللاعبين من يحددون ذلك، يمكنك محاولة الدخول والبحث عن غنائم ونقلها بهدوء دون قتال أو يمكنك مطاردة اللاعبين وأخذ غنائمهم.

## التطوير

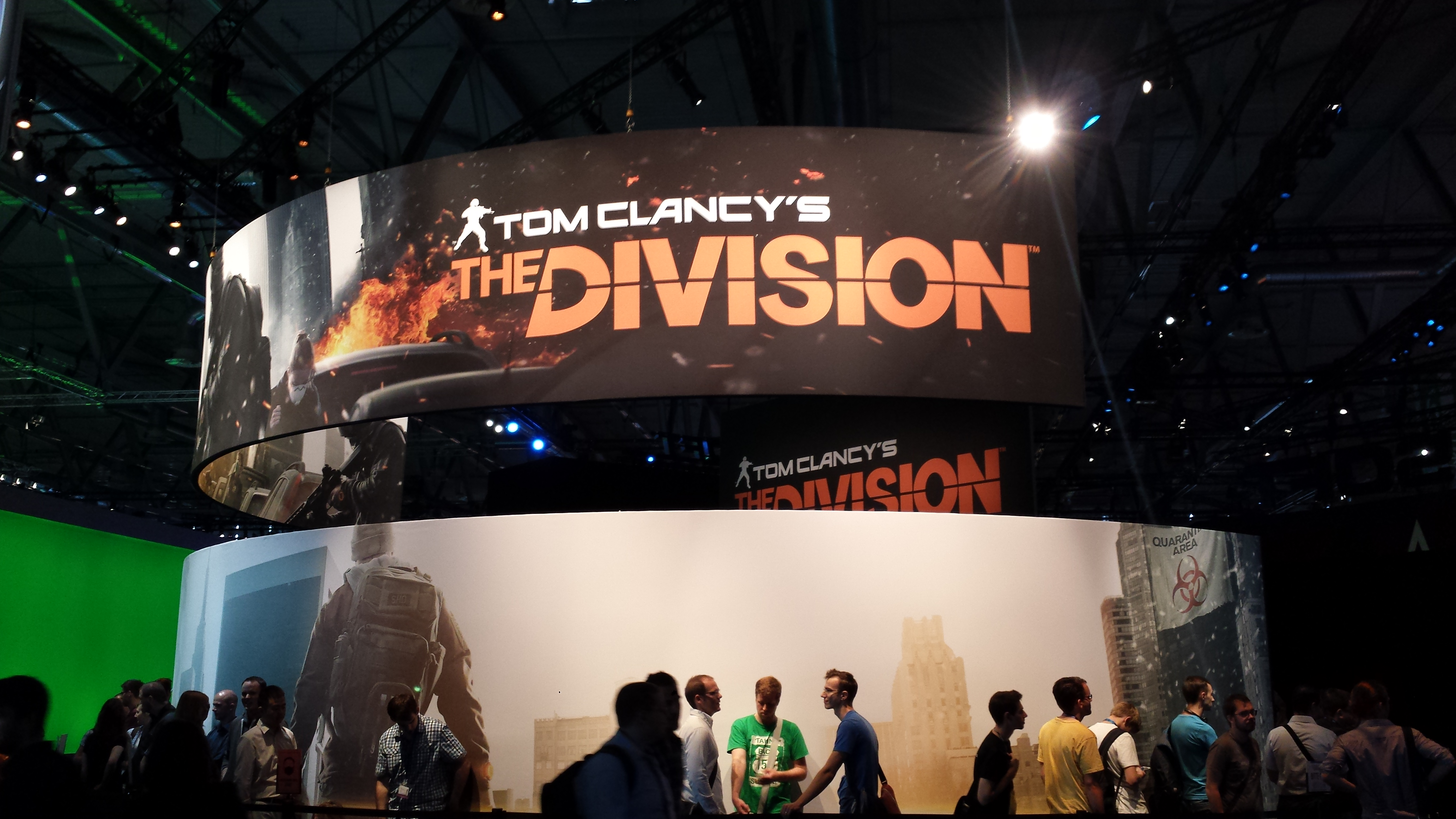
توم كلانسيز ذا ديفيجن خلال معرض جيمز كوم 2013

### التحديثات والحزم
دعم يوبي سوفت للعبة لن يتوقف عند الإطلاق حيث أكدت الشركة أنها ستطلق تحديثات مجانية ومدفوعة تتبع الإطلاق:
- تحديث Incursions: التحديث المجاني الأول منن المتوقع يصدر في شهر إبريل.
- تحديث Conflict:سيضيف التحديث المجاني الثاني القادم في شهر مايو خصائص جديدة للمنطقة السوداء.
- حزمة Underground: ستصدر في شهر يونيو، ستقدم للاعب فرصة استكشاف أعماق مدينة نيويورك المجهولة.
- حزمة Survival:قادمة في الصيف، ستضع اللاعب أمام تحد يقتضي منهم البقاء على قيد الحياة لأطول فترة ممكنة من خلال جمع المؤن الضرورية في بيئة شديدة الضراوة.
- حزمة Last Stand: قادمة في فصل الشتاء.[5]

## وصلات خارجية
- توم كلانسيز ذا ديفيجن على موقع IMDb (الإنجليزية)

- الموقع الرسمي